# Virotherapie
Die Virotherapie (auch onkolytische Virotherapie) bezeichnet den medizinischen Einsatz von onkolytischen Viren als Therapie gegen Tumoren.

## Eigenschaften
Die Virotherapie wird zu Zwecken der Immunisierung gegen Tumoren eingesetzt. Die Wirkung der Virotherapie erfolgt über mehrere Mechanismen. Die Tumorzellen werden durch Viren oder virale Vektoren infiziert und selektiv getötet, analog zur Phagentherapie bei bakteriellen Infektionen. Darüber hinaus aktiviert die Anwesenheit viraler Bestandteile das Immunsystem (z. B. über PRR), weshalb die Virotherapie zu den Krebsimmuntherapien gezählt wird.